# Mangkang Shan
Mangkang Shan bzw. Markam Shan (chinesisch 芒康山, Pinyin Mángkāng Shān), frühere Bezeichnung Ningjing Shan (宁静山), ist ein Gebirge im äußersten Osten des Autonomen Gebiets Tibet in der Volksrepublik China. Es wird bisweilen dem erweiterten Hengduan Shan zugerechnet.
Es liegt auf dem Gebiet des Kreises Markam (tib. smar khams; chin. Mangkang). Im Süden grenzt es an das Gebirge Yun Ling.
Es ist die Wasserscheide zwischen Jinsha Jiang (Chang Jiang/Jangtsekiang) und Lancang Jiang (Mekong).